# Доманевиці (гміна)
Гміна Доманевіце (пол. Gmina Domaniewice) — сільська гміна у центральній Польщі. Належить до Ловицького повіту Лодзинського воєводства.
Станом на 31 грудня 2011 у гміні проживало 4654 особи.

## Площа
Згідно з даними за 2007 рік площа гміни становила 86.23 км², у тому числі:
- орні землі: 76.00%
- ліси: 14.00%

Таким чином, площа гміни становить 8.74% площі повіту.

## Населення
Станом на 31 грудня 2011:
| Опис     | Загалом | Загалом | Чоловіки | Чоловіки | Жінки | Жінки |
| -------- | ------- | ------- | -------- | -------- | ----- | ----- |
| одиниця  | осіб    | %       | осіб     | %        | осіб  | %     |
| все      | 4654    | 100     | 2284     | 49.08    | 2370  | 50.92 |
| міське   | 0       | 100     | 0        |          | 0     |       |
| сільське | 4654    | 100     | 2284     | 49.08    | 2370  | 50.92 |

## Сусідні гміни
Гміна Доманевіце межує з такими гмінами: Беляви, Ґловно, Лишковіце, Лович.